# МКС-64
МКС-64 — шістдесят четвертий довготривалий екіпаж Міжнародної космічної станції. Його робота розпочалась 21 жовтня 2020 з моменту відстиковки від станції корабля Союз МС-16. Роботу експедиції розпочав екіпаж корабля «Союз МС-17» із трьох людей, які спочатку працювали у складі 63-ї експедиції. 17 листопада до них приєднався екіпаж місії SpaceX Crew-1, який став першим регулярним пілотованим польотом корабля серії Dragon-2. 9 квітня до станції прибуло троє космонавти на кораблі Союз МС-18 та на МКС одночасно стало 10 осіб. Експедиція завершилася 17 квітня з моменту відстиковки корабля «Союз МС-17» від МКС.

## Екіпаж
Експедиція складається з декількох етапів. На першому на станції працювали троє космонавтів екіпажу Союз МС-17, які розпочали свою роботу на МКС у складі 63-ї експедиції. На другому етапі до складу учасників експедиції приєднався екіпаж корабля  SpaceX Crew-1 із чотирьох космонавтів. На третьому етапі (протягом 9-17 квітня), на станції також працював екіпаж корабля Союз МС-18 з трьох осіб. Таким чином, у цей період на МКС одночасно перебувало 10 осіб.
| Посада        | 21 жовтня 2020                               | 17 листопада 2020 - 9 квітня 2021            | 9 квітня 2020 - 17 квітня 2021               |                                         |
| ------------- | -------------------------------------------- | -------------------------------------------- | -------------------------------------------- | --------------------------------------- |
| Командир      | Сергій Рижиков, Роскосмос Другий політ       | Сергій Рижиков, Роскосмос Другий політ       | Сергій Рижиков, Роскосмос Другий політ       |                                         |
| Бортінженер 1 | Кетлін Рубінс, НАСА Другий політ             | Кетлін Рубінс, НАСА Другий політ             | Кетлін Рубінс, НАСА Другий політ             |                                         |
| Бортінженер 2 | Сергій Кудь-Свєрчков, Роскосмос Перший політ | Сергій Кудь-Свєрчков, Роскосмос Перший політ | Сергій Кудь-Свєрчков, Роскосмос Перший політ |                                         |
| Бортінженер 3 |                                              | Майкл Гопкінс, НАСА Другий політ             | Майкл Гопкінс, НАСА Другий політ             |                                         |
| Бортінженер 4 |                                              | Віктор Гловер, НАСА Перший політ             | Віктор Гловер, НАСА Перший політ             |                                         |
| Бортінженер 5 |                                              | Ногуті Соїті, JAXA Третій політ              | Ногуті Соїті, JAXA Третій політ              |                                         |
| Бортінженер 6 |                                              | Шеннон Вокер, НАСА Другий політ              | Шеннон Вокер, НАСА Другий політ              |                                         |
| Бортінженер 7 |                                              |                                              | Олег Новицький, Роскоксмос Третій політ      | Олег Новицький, Роскоксмос Третій політ |
| Бортінженер 8 |                                              |                                              | Петро Дубров, Роскоксмос Перший політ        | Петро Дубров, Роскоксмос Перший політ   |
| Бортінженер 9 |                                              |                                              | Марк Ванде Хей, НАСА Другий політ            | Марк Ванде Хей, НАСА Другий політ       |

## Етапи місії

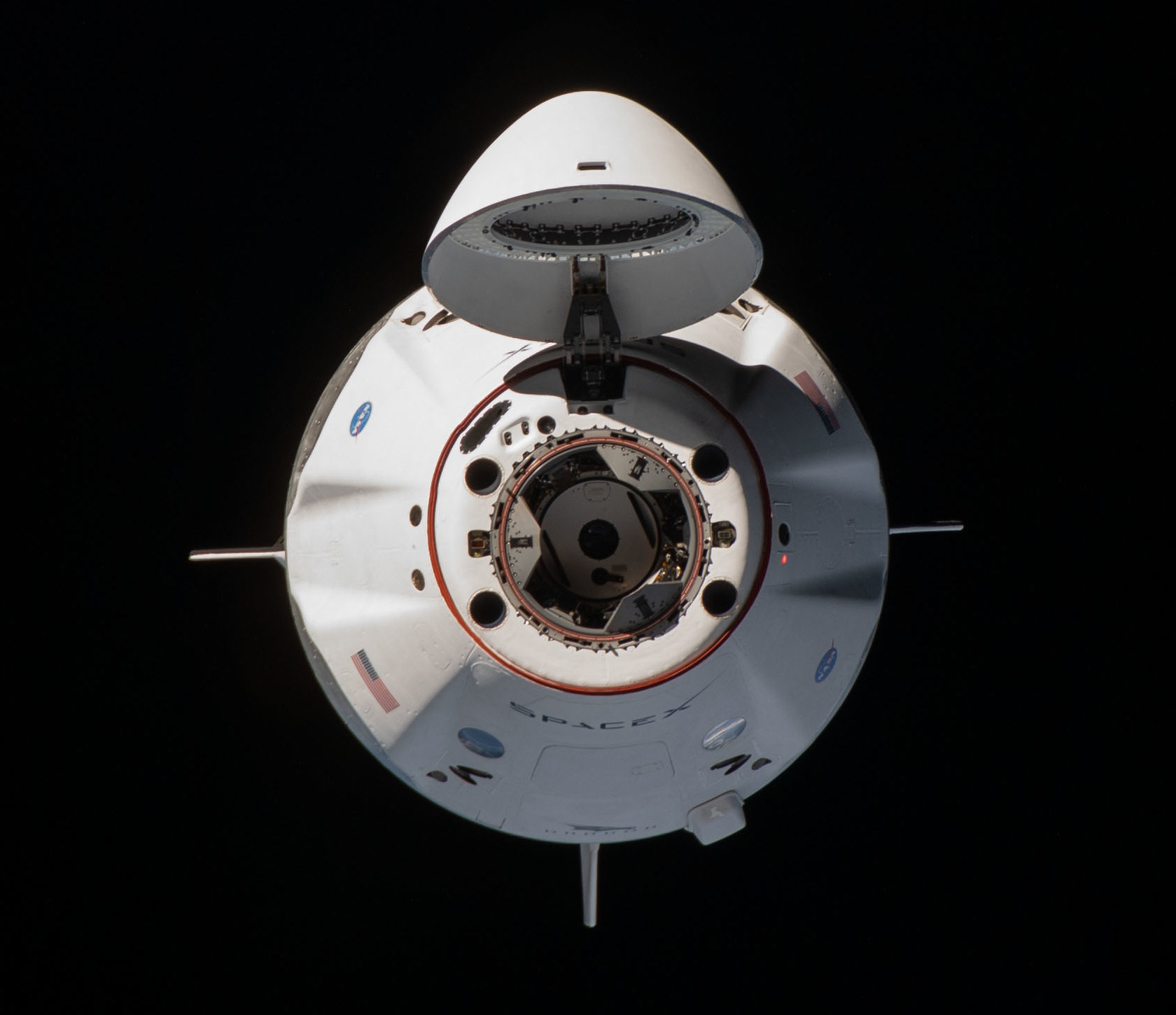
Стикування SpaceX Crew-1 із МКС, 17.11.2020

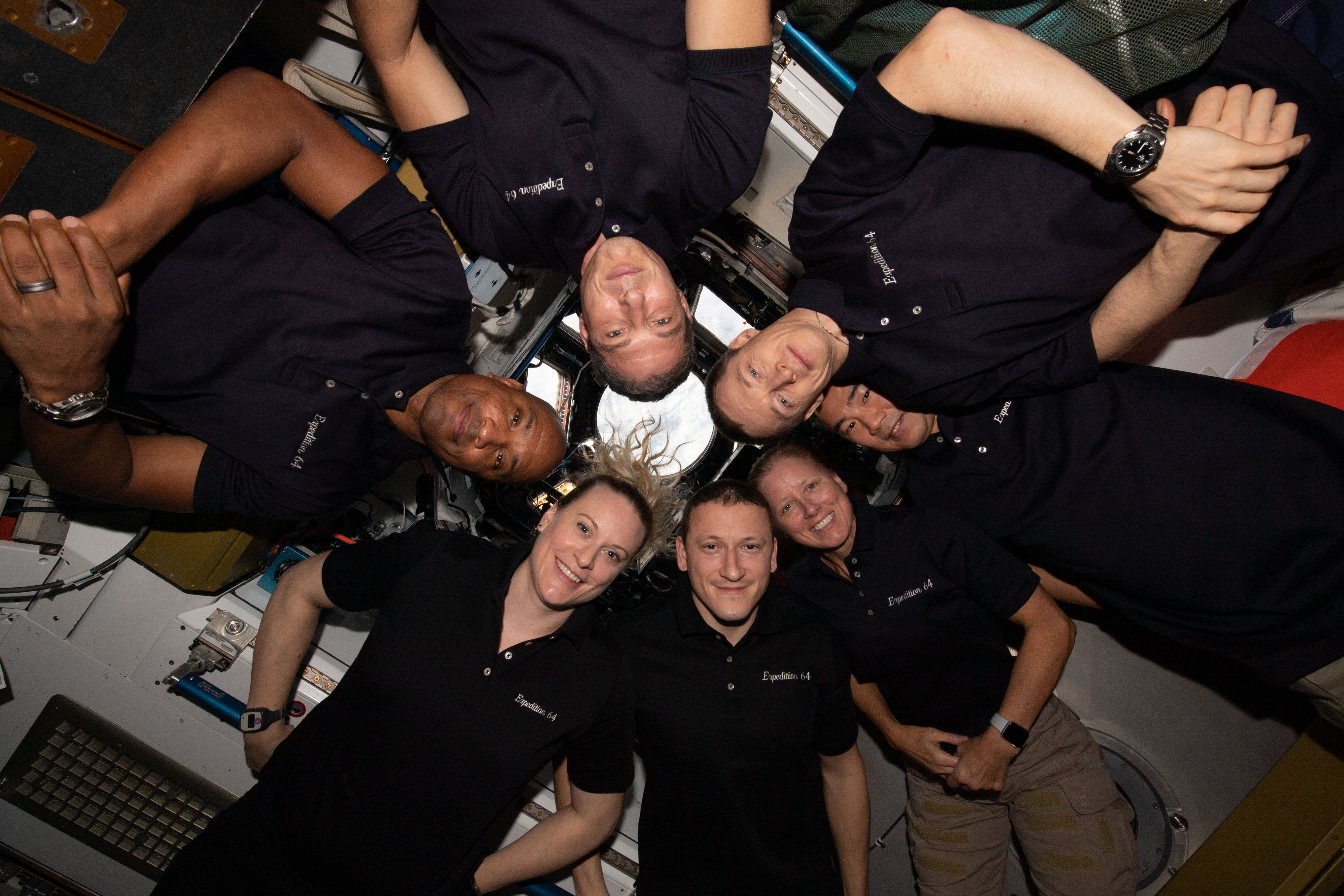
Екіпаж 64-ї експедиції у складі 7 осіб, 1.01.2021

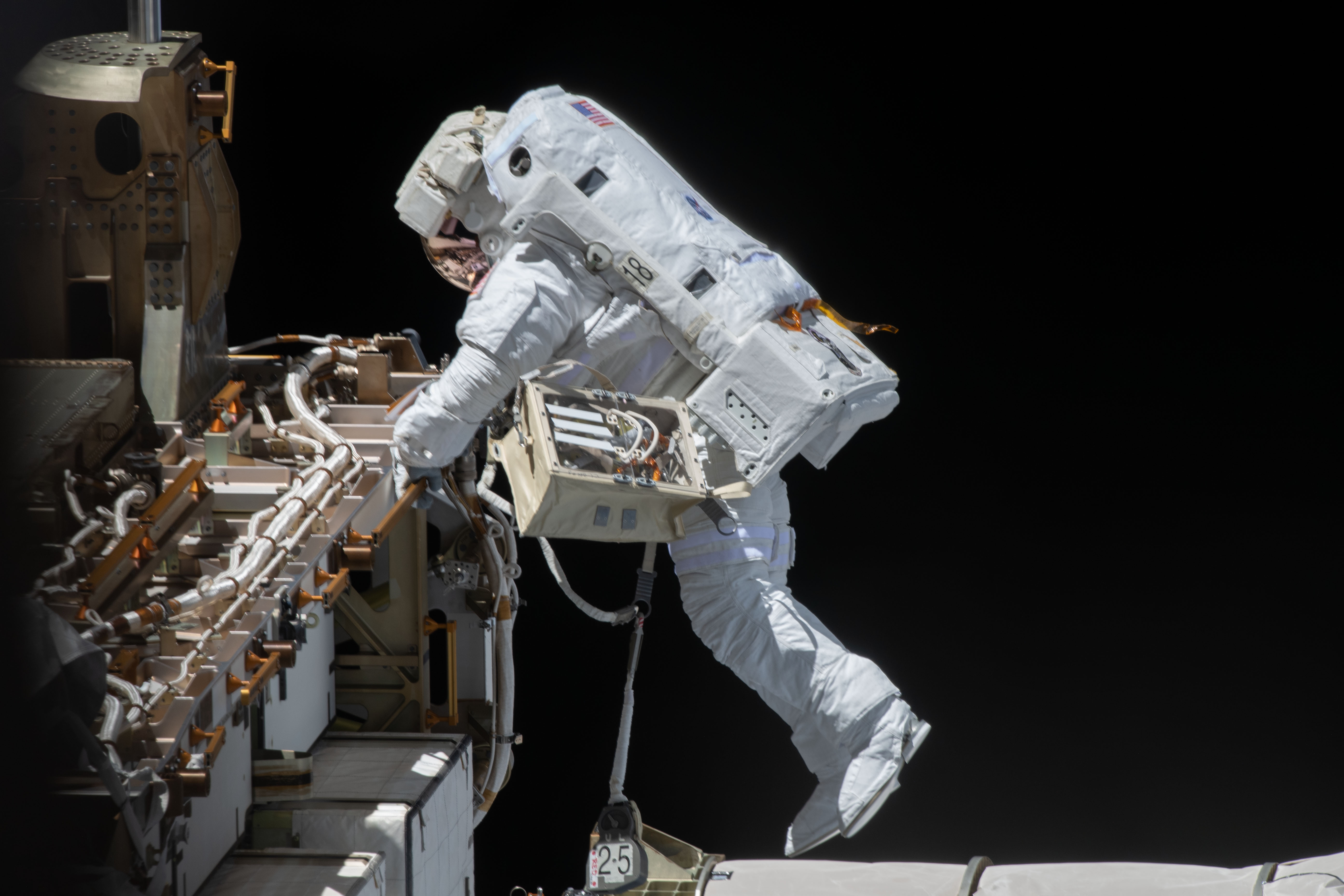
Космонавт НАСА Віктор Гловер під час роботи у відкритому космосі, 27.01.2021

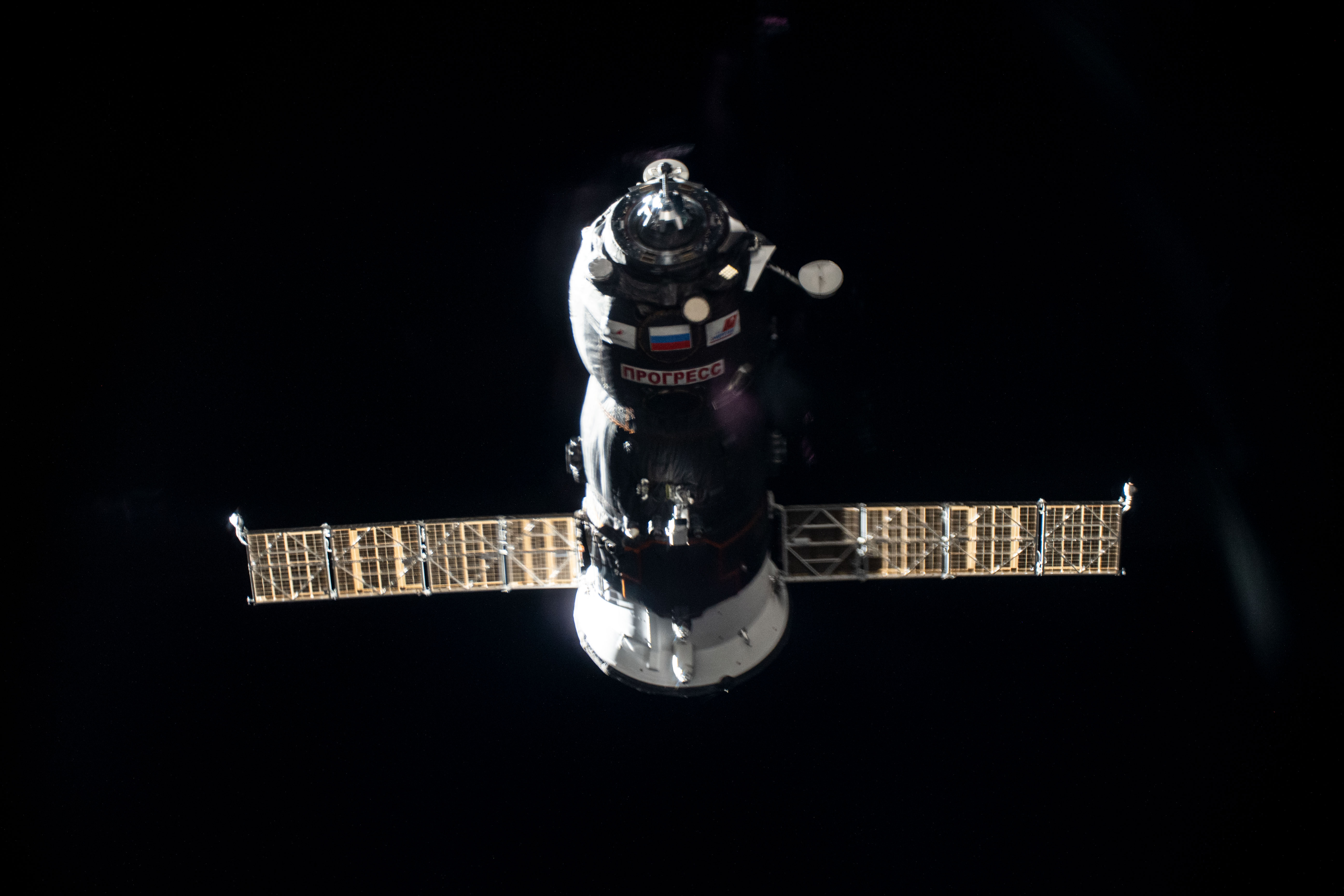
Стикування Прогрес МС-16 із МКС, 17.02.2021

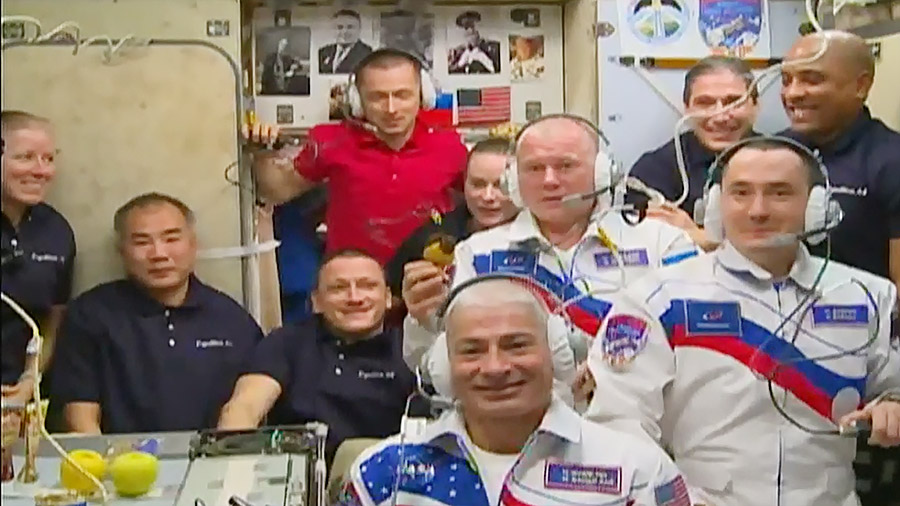
Екіпаж 64-ї експедиції у складі 10 осіб, 9.04.2021

21 жовтня о 23:32:00 (UTC) корабель Союз МС-16 із трьома космонавтами на борту (Анатолій Іванишин, Іван Вагнер та Крістофер Кесіді) відстикувався від станції. З цього моменту розпочалась робота 64-ї експедиції у складі екіпажу корабля Союз МС-17.
12 листопада здіснено корекцію орбіти МКС. Для цього на 363,5 секунд було включено двигуни корабля Прогрес МС-14, пристикованого до станції. Дану операцію здійснено з метою формування балістичних умов перед майбутнім запуском корабля Союз МС-18.
17 листопада о 04:19 (UTC) до станції пристикувався корабель SpaceX Crew-1 із чотирма космонавтами на борту (Майкл Гопкінс, Віктор Гловер, Ногуті Соїті та Шеннон Вокер). Його запуск було здійснено напередодні. Перехід екіпажу Crew-1 до МКС після відкриття люків відбувся о 06:14 (UTC). Таким чином, у складі 64-ї експедиції стало семеро космонавтів..
18 листопада російські космонавти Сергій Рижков та Сергій Кудь-Сверчков здійснии вихід у відкритий космос тривалістю 6 год. 47 хв. Під час нього вони виконали ряд робіт щодо монтажу обладнання на зовнішній поверхні МКС.
7 грудня о 18:40 (UTC) до МКС пристикувався вантажний корабель SpaceX CRS-21. Стикування відбувалось в автоматичному режимі під контролем американських космонавтів. Це був перший випадок автоматичного стикування корабля SpaceX та перший випадок, коли до МКС одночасно пристиковано два кораблі цієї компанії. SpaceX CRS-21 доставив до станції 2972 кг вантажу, серед якого — продукти харчування та речі для екіпажу, матеріали для наукових досліджень, обладнання для виходу у відкритий космос, обладнання і деталі станції, комп'ютери та комплектуючі.
6 січня вантажний корабель Cygnus місії NG-14, який був пристикований до станції протягом 93 днів, за допомогою крану Канадарм2 о 15:11 (UTC) було від'єднано від МКС. Cygnus забрав із собою зі станції сміття і відходи загальною вагою близько 2,5 тонни. Після розстикування корабель перебуватиме на орбіті ще близько трьох тижнів для проведення наукових експериментів, після чого відбудеться його деорбітація.
12 січня вантажний корабель SpaceX CRS-21, який був пристикований до станції протягом місяця, о 14:05 (UTC) було від'єднано від МКС. Вперше від'єднання було здійснено самостійно, без використання крана-маніпулятора Канадарм2. Корабель повернув на Землю 2002 кг корисного навантаження.
27 січня космонавти НАСА Майкл Гопкінс і Віктор Гловер провели роботи у відкритому космосі, що тривали 6 год. 56 хв. Вони виконали ряд завдань, призначених для оновлення систем станції.
1 лютого — космонавти НАСА Майкл Гопкінс і Віктор Гловер провели роботи у відкритому космосі, що тривали 5 год. 20 хв. Вони успішно завершили роботи щодо заміни батарей на поверхні станції.
9 лютого о 05:21 (UTC) від станції відстикувався вантажний корабель Прогрес МС-15, невдовзі від зійшов з орбіти та його залишки затонули в Тихому океані.
17 лютого о 06:27 (UTC) вантажний корабель Прогрес МС-16, запущений 15 лютого, було пристиковано до МКС. Корабель доставив до станції понад 2,5 тонни вантажу — паливо, воду, повітря, їжу, а також 1400 кг різноманітного обладнання та метеріалів.
22 лютого вантажний корабель Cygnus місії NG-15, запущений 20 лютого, прибув до станції. Спочатку його було захоплено за допомогою крана-маніпулятора Канадарм2, після чого пристиковано до модуля «Юніті». Корабель доставив до станції 3810 кг вантажу, що включає продукти харчування, обладнання і матеріали для наукових досліджень.
28 лютого Кетлін Рубінс та Віктор Гловер провели роботи у відкритому космосі, що тривали 7 год. 4 хв. Вони змонтували на зовнішній поверхні станції кріплення для подальшого монтування нових сонячних панелей.
11 березня російські космонавти Сергій Рижиков і Сергій Кудь-Сверчков завершили роботи з герметизації тріщин у модулі Звєзда на станції, які були виявлені у серпні 2020 року.
12 березня з борту МКС від'єднали платформу зі старими акумуляторами масою в 2,5 тонни. Через деякий час вона зійде з орбіти і згорить у щільних шарах земної атмосфери. Це найбільше за масою сміття, викинуте будь-коли зі станції.
13 березня космонавти НАСА Майкл Гопкінс і Віктор Гловер провели ремонтно-монтажні роботи у відкритому космосі, що тривали 6 год. 47 хв.
19 березня «Союз МС-17» було успішно перестиковано з Малого дослідницького модуля «Рассвєт» на Малий дослідницький модуль «Поіск», щоб звільнити місце для корабля «Союз МС-18» з наступною експедицією до МКС. Для цього корабель «Союз МС-17» із космонавтами на борту (Сергій Рижиков, Сергій Кудь-Сверчков та Кетлин Рубенс), відстикувався від МКС, здійснив її обліт та пристикувався на новому місці. Час польоту корабля склав 34 хв.
2 квітня здійснено планову корекцію орбіти станції. Для цього на 132,8 сек було включено двигуни вантажного корабля «Прогрес МС-14». У результаті середня висота орбіти збільшилась на 360 м. Корекцію здійснено з метою створення балістичних умов перед посадкою корабля «Союз МС-17» та перед запуском «Союз МС-18».
5 квітня корабель SpaceX Crew-1 було успішно перестиковано з модуля «Гармоні» до іншого порту. Політ корабля із чотирма космонавтами на борту (Майкл Гопкінс, Віктор Гловер, Ногуті Соїті та Шеннон Вокер) тривав 38 хвилин.
9 квітня об 11:05 (UTC) до станції пристикувався корабель Союз МС-18 із трьома космонавтами на борту (Олег Новицький, Петро Дубров і Марк Ванде Хей). Невдовзі космонавти перейшли на борт МКС. Корабель стартував з Байконура цього ж дня. У складі 64-ї експедиції стало 10 учасників.
17 квітня о 01:34 (UTC) корабель Союз МС-17 із трьома космонавтами на борту (Сергій Рижков, Сергій Кудь-Свєрчков, Кетлін Рубінс) відстикувався від станіції та за декілька годин успішно приземлився на території Казахстану. На цьому завершилась робота 64-ї експедиції.